# Worranit Thawornwong
Worranit Thawornwong (tiếng Thái: วรนิษฐ์ ถาวรวงศ์, sinh ngày 09 tháng 10 năm 1996) còn có nghệ danh là Mook (มุก), là một diễn viên và ca sĩ người Thái Lan. Khi còn là nghệ sĩ của GMMTV cô là một trong những diễn viên nữ nổi bật nhất công ty này
Cô được biết đến qua series Ugly Duckling: Perfect Match (2015), Kiss The Series (2016), Mia Noi (2019), Oh My Boss (2021).

## Tiểu sử và học vấn
Cô là con thứ hai trong gia đình có 2 anh em. Anh trai của cô - Mek Jirakit Thawornwong, là một diễn viên cùng chung công ty.
Cô tốt nghiệp giáo dục phổ thông tại trường Satriwitthaya 2. Cô tốt nghiệp bằng Cử nhân chuyên ngành nhân văn tại Khoa Nghệ thuật truyền thông, Đại học Kasetsart.

## Sự nghiệp
Mook bắt đầu diễn xuất của mình vào năm 2013 trong bộ phim Love Opposite của Bang Channel. Từ đó cô trở thành diễn viên và ca sĩ trực thuộc công ty GMMTV.
Cô còn được biết với những vai chính trong những bộ phim như Kiss The Series (2016), Mia Noi (2019), Oh My Boss (2021).
Ngoài diễn xuất, cô còn có khả năng thiên phú là giọng hát của mình. Cô đã hát nhiều ca khúc cho các bộ phim truyền hình.
Tháng 5/2025, Mook chính thức kết thúc hợp đồng với GMMTV, rời công ty sau hơn 11 năm gắn bó, trở thành nghệ sĩ tự do.

## Điện ảnh

### Phim truyền hình
| Năm  | Tên phim                               | Tên nhân vật | Vai trò            | Ref.   |
| ---- | -------------------------------------- | ------------ | ------------------ | ------ |
| 2015 | Room Alone 401-410                     | Snow         | Vai chính          |        |
| 2015 | Room Alone 2                           | Snow         | Vai chính          |        |
| 2015 | Ugly Duckling: Perfect Match           | Junior       | Vai chính          |        |
| 2015 | Ugly Duckling: Pity Girl               | Junior       | Khách mời (Ep.1)   |        |
| 2015 | Ugly Duckling: Don't                   | Junior       | Khách mời (Ep.1)   |        |
| 2015 | Ugly Duckling: Boy's Paradise          | Junior       | Khách mời (Ep.1)   |        |
| 2016 | Kiss: The Series                       | Sanrak       | Vai chính          |        |
| 2017 | U-Prince Series: Ambitious Boss        | Mantou       | Vai chính          | [ 3 ]  |
| 2017 | My Dear Loser Series: Monster Romance  | Namking      | Vai chính          | [ 4 ]  |
| 2017 | My Dear Loser Series: Happy Ever After | Namking      | Khách mời (Ep. 12) | [ 5 ]  |
| 2018 | Mint To Be                             | BB           | Vai chính          | [ 6 ]  |
| 2018 | Kiss Me Again                          | Sanrak       | Vai phụ            |        |
| 2018 | Love at First Hate                     | Kluay        | Vai chính          | [ 7 ]  |
| 2019 | Mia Noi                                | Chala        | Vai chính          | [ 8 ]  |
| 2019 | Plara Song Krueng                      | Woon / Wan   | Vai chính          | [ 9 ]  |
| 2020 | Angel Beside Me                        | Serena       | Vai phụ            | [ 10 ] |
| 2020 | Girl Next Room: Motobike Baby          | Sundae       | Vai chính          | [ 11 ] |
| 2020 | Girl Next Room: Security Love          | Sundae       | Khách mời (Ep. 6)  |        |
| 2020 | Ban Sao Sod                            | Je t'aime    | Vai chính          | [ 12 ] |
| 2021 | Oh My Boss                             | Noomnim      | Vai chính          | [ 13 ] |
| 2021 | The Revenge                            | Kate / Prae  | Vai chính          | [ 14 ] |
| 2022 | The Three GentleBros                   |              | Vai chính          | [ 15 ] |
| 2022 | My Queen                               | Baby         | Vai phụ            |        |
| 2023 | The Jungle                             | Kew          | Nữ phụ             |        |

### Điện ảnh
| Năm  | Tên phim      | Vai | Ghi chú   | Ref. |
| ---- | ------------- | --- | --------- | ---- |
| 2013 | Love Opposite | Bew | Vai chính |      |

### Special
| Năm  | Tên phim             | Vai   | Ghi chú           | Ref.   |
| ---- | -------------------- | ----- | ----------------- | ------ |
| 2016 | Little Big Dreams    | Dream | Vai phụ           | [ 16 ] |
| 2020 | Cornetto Love Expert | Nui   | Vai chính (Ep. 3) | [ 17 ] |
| 2020 | Love Stranger        | B-Bug | Vai chính         | [ 18 ] |

### TV Show
| Năm  | Tên show                              | Ghi chú                                                                | Ref. |
| ---- | ------------------------------------- | ---------------------------------------------------------------------- | ---- |
| 2014 | 2piece 2please                        | Host chính                                                             |      |
| 2015 | High School Reunion                   | Khách mời (Ep. 53)                                                     |      |
| 2015 | Loukgolf’s English Room               | Khách mời (Ep. 84)                                                     |      |
| 2016 | Love Missions                         | Khách mời (Ep. 6)                                                      |      |
| 2016 | Let's Play Challenge                  | Khách mời (Ep. 21, 32, 36)                                             |      |
| 2017 | #TEAMGIRL                             | Host chính                                                             |      |
| 2017 | Q&A with Admin                        | Khách mời (Ep. 1)                                                      |      |
| 2018 | School Rangers                        | Khách mời (Ep. 23-24, 32-33, 44-46, 99-101, 110-111, 131-132, 171-172) |      |
| 2018 | Talk with Toey One Night              | Khách mời (Ep. 4)                                                      |      |
| 2018 | Yai & the Grandsons                   | Khách mời (Ep. 11-14)                                                  |      |
| 2018 | Max x Tul First VLOG                  | Khách mời (Ep. 4)                                                      |      |
| 2019 | 5 Golden Rings                        | Khách mời (Ep. 25)                                                     |      |
| 2019 | Moo Jong Pang                         | Khách mời (Ep. 7)                                                      |      |
| 2019 | Arm Share                             | Khách mời (Ep. 24, 30, 75, 83)                                         |      |
| 2019 | Off Gun Fun Night Season 2            | Khách mời (Ep. 5)                                                      |      |
| 2019 | Be My Baby                            | Khách mời (Ep. 7)                                                      |      |
| 2020 | Talk with Toey                        | Khách mời (Ep. 11, 23)                                                 |      |
| 2020 | Come & Join Gun                       | Khách mời (Ep. 4)                                                      |      |
| 2020 | The Mask: Temple Fair                 | Khách mời (Ep. 8)                                                      |      |
| 2020 | Friend Drive                          | Khách mời (Ep. 9)                                                      |      |
| 2020 | LogLog                                | Khách mời (Ep. 34)                                                     |      |
| 2020 | Superstar Pafin                       | Khách mời (Ep. 35)                                                     |      |
| 2020 | OffGun Mommy Taste                    | Khách mời (Ep. 13)                                                     |      |
| 2020 | GoyNattyDream - Tell Me All About You | Khách mời (Ep. 19)                                                     |      |
| 2020 | Two Tigers                            | Khách mời (Ep. 13)                                                     |      |
| 2021 | Fin's Kitchen                         | Khách mời (Ep. 5)                                                      |      |
| 2021 | Live At Lunch Season 2                | Khách mời (Ep. 14)                                                     |      |
| 2022 | Asoramit                              | Khách mời (Ep. 6)                                                      |      |
| 2022 | What Is in Your Car?                  | Khách mời (Ep. 5)                                                      |      |

## Âm nhạc

### OST
| Năm  | Ngày phát hành | Tên bài                                 | Phim                                    | Ref.   |
| ---- | -------------- | --------------------------------------- | --------------------------------------- | ------ |
| 2015 | 09/06          | มาทันเวลาพอดี                             | Ugly Duckling Series: Perfect Match     | [ 19 ] |
| 2015 | 29/10          | คนเจ้าชู้ (บีดับบีดู)                          | Ugly Duckling Series: Boy's Paradise    | [ 20 ] |
| 2016 | 02/03          | พูดว่ารักในใจ                              | Senior Secret Love: My Lil Boy          | [ 21 ] |
| 2016 | 14/06          | ไม่ธรรมดา                                | U-Prince Series: The Handsome Cowboy    | [ 22 ] |
| 2017 | 20/03          | หนี                                      | Senior Secret Love: Puppy Honey 2       | [ 23 ] |
| 2017 | 06/06          | อะไรก็ได้ในใจเธอ                          | U-Prince The Series: The Ambitious Boss | [ 24 ] |
| 2018 | 24/07          | ยิ่งปฏิเสธ ยิ่งรักเธอ                         | Mint To Be                              | [ 25 ] |
| 2018 | 11/09          | จริงใจหรือแกล้งให้ไหวหวั่น                    | Love at First Hate                      | [ 26 ] |
| 2019 | 03/05          | เวลาใครถาม (Your Answer) / Heartbreaker |                                         | [ 27 ] |
| 2020 | 25/02          | รักตัวเองบ้างนะ                            | Girl Next Room                          | [ 28 ] |
| 2020 | 05/10          | หวังใจ (ไว้ให้เธอโสด) / Hope               | ฺBan Sao Sod                             | [ 29 ] |
| 2020 | 16/11          | ไม่พอจะฝัน                                |                                         | [ 30 ] |
| 2021 | 14/05          | Tell Me                                 | Oh My Boss                              | [ 31 ] |

### MV
| Năm  | Tiêu đề                                 | Ca sĩ                     | Ref.   |
| ---- | --------------------------------------- | ------------------------- | ------ |
| 2019 | เวลาใครถาม (Your Answer) / Heartbreaker | Mook Worranit             | [ 27 ] |
| 2020 | ไม่พอจะฝัน                                | Tom Isara x Mook Worranit | [ 30 ] |